# Colombiès
Colombiès település Franciaországban, Aveyron megyében. Lakosainak száma 880 fő (2022. január 1.). Colombiès Belcastel, Boussac, Castanet, Mayran, Moyrazès, Prévinquières, Rieupeyroux és Rignac községekkel határos.

## Népesség
A település népessége az elmúlt években az alábbi módon változott:
| Lakosok száma | 1657 | 1234 | 1096 | 954  | 927  | 906  | 903  | 878  | 872  | 880  |
|               | 1968 | 1982 | 1990 | 2006 | 2013 | 2015 | 2017 | 2019 | 2020 | 2022 |